# Campeonato Mundial de Patinaje de Velocidad sobre Hielo de 1996
El XC Campeonato Mundial de Patinaje de Velocidad sobre Hielo se celebró en la localidad de Inzell (Alemania) del 2 al 4 de febrero de 1996 bajo la organización de la Unión Internacional de Patinaje sobre Hielo (ISU) y la Asociación Alemana de Patinaje de Velocidad sobre Hielo.
Las competiciones se realizaron en el Estadio Ludwig Schwabl de la ciudad alemana. Participaron en total 69 patinadores de 24 países.

## Resultados

### Masculino
| Evento                        | Oro                                         | Plata                                    | Bronce                                 |
| ----------------------------- | ------------------------------------------- | ---------------------------------------- | -------------------------------------- |
| 500 m (02.02)                 | Hiroyuki Noake Japón 37,10 s                | Ids Postma · Países Bajos · 37,59 s      | Rintje Ritsma · Países Bajos · 37,73 s |
| 1500 m (03.02)                | Hiroyuki Noake Japón 1:53,92                | Ids Postma · Países Bajos · 1:54,32      | Rintje Ritsma · Países Bajos · 1:54,66 |
| 5000 m (02.02)                | Bart Veldkamp · Bélgica · 6:51,20           | Rintje Ritsma · Países Bajos · 6:52,34   | Ids Postma · Países Bajos · 6:54,05    |
| 10 000 m (04.02)              | Rintje Ritsma · Países Bajos · 14:22,30     | Ids Postma · Países Bajos · 14:27,17     | Frank Dittrich · Alemania · 14:30,18   |
| Clasificación general (04.02) | Rintje Ritsma · Países Bajos · 160,299 pts. | Ids Postma · Países Bajos · 160,459 pts. | Keiji Shirahata Japón 161,714 pts.     |

### Femenino
| Evento                        | Oro                                     | Plata                                       | Bronce                                |
| ----------------------------- | --------------------------------------- | ------------------------------------------- | ------------------------------------- |
| 500 m (02.02)                 | Becky Sundstrom Estados Unidos 41,31 s  | Annamarie Thomas · Países Bajos · 41,32 s   | Moira D’Andrea Estados Unidos 41,50 s |
| 1500 m (03.02)                | Gunda Niemann · Alemania · 2:06,13      | Svetlana Bazhanova · Rusia · 2:07,02        | Mie Uehara Japón 2:07,62              |
| 3000 m (03.02)                | Gunda Niemann · Alemania · 4:22,59      | Claudia Pechstein · Alemania · 4:27,96      | Mie Uehara Japón 4:28,21              |
| 5000 m (04.02)                | Claudia Pechstein · Alemania · 7:38,02  | Gunda Niemann · Alemania · 7:38,34          | Mie Uehara Japón 7:48,46              |
| Clasificación general (04.02) | Gunda Niemann · Alemania · 173,272 pts. | Claudia Pechstein · Alemania · 175,465 pts. | Mie Uehara Japón 175,677 pts.         |

## Medallero
- Solo se otorgan medallas en la clasificación general.

| Núm. | País         | Oro | Plata | Bronce | Total |
| ---- | ------------ | --- | ----- | ------ | ----- |
| 1    | Alemania     | 1   | 1     | 0      | 2     |
| 1    | Países Bajos | 1   | 1     | 0      | 2     |
| 3    | Japón        | 0   | 0     | 2      | 2     |
|      | TOTAL        | 2   | 2     | 2      | 6     |